# Caio Pláucio Próculo
Caio Pláucio Próculo (em latim: Gaius Plautius Proculus) foi um político da gente Pláucia da República Romana, eleito cônsul em 358 a.C. com Caio Fábio Ambusto.

## Consulado (358 a.C.)
Foi eleito cônsul em 358 a.C. com Caio Fábio Ambusto. No anterior, durante o consulado de Marco Popílio Lena e Cneu Mânlio, Roma foi atacada, à noite, pelos tiburtinos, porém o alarme foi dado a tempo; outro ataque, mais importante, foi feito pelos tarquinenses, na fronteira romana com a Etrúria. Depois de eleitos, os novos cônsules declararam guerra contra Tarquínia. Enquanto Caio Pláucio liderava a campanha contra os hérnicos, Caio Fábio atacou os tarquinenses. Sua vitória valeu-lhe um triunfo.
Porém chegaram rumores de que os gauleses estavam se aproximando, já haviam chegado a Preneste, e estavam se movendo para Pedum. Caio Sulpício foi nomeado ditador e Marco Valério foi escolhido como seu mestre da cavalaria (magister equitum).
O ditador, depois de escolher as melhores tropas, derrotou os gauleses.

## Mestre da cavalaria (356 a.C.)
Em 356 a.C., Caio Pláucio foi escolhido mestre da cavalaria pelo ditador Caio Márcio Rutilo em sua vitoriosa campanha contra as cidades etruscas. Caio Márcio foi o primeiro ditador plebeu e Caio Pláucio, o primeiro mestre da cavalaria.